# Horrmunden
Horrmunden är en sjö i Malung-Sälens kommun och Älvdalens kommun i Dalarna och ingår i Dalälvens huvudavrinningsområde. Sjön är 9 meter djup, har en yta på 12,1 kvadratkilometer och är belägen 440,1 meter över havet. Sjön avvattnas av vattendraget Horrmundsvallen (Björnån). Vid provfiske har bland annat abborre, braxen, id och lake fångats i sjön.
Horrmundens vattenyta höjdes med omkring en meter genom en reglering 1940.

## Delavrinningsområde
Horrmunden ingår i det delavrinningsområde (680707-136028) som SMHI kallar för Utloppet av Horrmunden. Medelhöjden är 456 meter över havet och ytan är 65,73 kvadratkilometer. Räknas de 36 avrinningsområdena uppströms in blir den ackumulerade arean 353,44 kvadratkilometer. Horrmundsvallen (Björnån) som avvattnar avrinningsområdet har biflödesordning 3, vilket innebär att vattnet flödar genom totalt 3 vattendrag innan det når havet efter 470 kilometer. Avrinningsområdet består mestadels av skog (48 procent) och sankmarker (26 procent). Avrinningsområdet har 12,52 kvadratkilometer vattenytor vilket ger det en sjöprocent på 19 procent.

## Fisk
Vid provfiske har följande fisk fångats i sjön:
- Abborre
- Braxen
- Id
- Lake
- Mört
- Sik
- Siklöja
- Gädda